# Santo contra las mujeres vampiro
Santo contra las mujeres vampiro es una película de terror y acción mexicana de 1962, dirigida por Alfonso Corona Blake y protagonizada por El Santo, María Duval, Lorena Velázquez y Ofelia Montesco. Esta película fue presentada en 1995 en un episodio del Mystery Science Theater 3000.

## Argumento
La sacerdotisa Tundra ordena revivir a la reina Zorina con la sangre de la joven Diana, quien es descendiente de una mujer que debía ocupar el trono. El padre de Diana, Orloff, que es un egiptólogo reconocido, pide la ayuda de El Santo, que a su vez desciende del hombre que evitó que la antepasada de Diana fuera vampirizada. Las vampiras envían a otros luchadores esclavos para luchar contra el Santo. Gracias a unos pergaminos descifrados por Orloff, Santo logra encontrar el castillo de las vampiras para así rescatar a Diana, derrotar a Tundra y a sus esclavos con fuego.

## Reparto
- Santo el enmascarado de plata como Santo.
- Lorena Velázquez como Zorina, reina de los vampiros.
- María Duval como Diana Orlof.
- Ofelia Montesco como Tundra, sacerdotisa vampiro.
- Jaime Fernández como inspector Carlos.
- Augusto Benedico como profesor Orlof.
- Xavier Loyá como Jorge, prometido de Diana.
- Fernando Osés como Igor (vampiro).
- Guillermo Hernández como Marcus (vampiro).
- Nathanael León "Frankenstein" como Taras (vampiro).
- Ricardo Adalid como detective en la fiesta.
- Cavernario Galindo como él mismo.
- Ray Mendoza como él mismo.
- Alejandro Cruz (Black Shadow) como él mismo.
- Bobby Bonales como él mismo.
- René Barrera como detective en la puerta principal.
- Jorge Casanova como víctima de Tundra.
- Margarito Luna como policía.
- Alfredo Wally Barrón como "Second" de Santo.
- Víctor Velázquez como doctor.
- Carlos Robles Gil como mayordomo de Orlof.
- Antonio Padilla "Pícoro" como anunciador de lucha libre.
- Fabián Grey como cantante en el club.

## Producción
La película fue producida a partir del 3 de enero de 1962 en los Estudios Churubusco (ahora Centro Nacional de las Artes) y estrenada el mismo año, el 11 de octubre, en el Cine Mariscala.

## Recepción
Una de las películas más emblemáticas del cine mexicano, ha sido copiada, citada y reproducida por muchas otras películas de luchadores. Sobre el trabajo que realizó Corona Blake, Rafael Aviña comentó: «…[uniendo] lo fantástico a la lucha libre para crear un universo ligado a la tradición del cine gótico de los 50 y 60, con lo que obtuvo reconocimiento de varias partes del mundo».